# Municipio de Brookings
El municipio de Brookings (en inglés: Brookings Township) es un municipio ubicado en el condado de Brookings en el estado estadounidense de Dakota del Sur. En el año 2010 tenía una población de 431 habitantes y una densidad poblacional de 6,03 personas por km².

## Geografía
El municipio de Brookings se encuentra ubicado en las coordenadas 44°20′5″N 96°50′22″O / 44.33472, -96.83944. Según la Oficina del Censo de los Estados Unidos, el municipio tiene una superficie total de 71.48 km², de la cual 71,48 km² corresponden a tierra firme y (0 %) 0 km² es agua.

## Demografía
Según el censo de 2010, había 431 personas residiendo en el municipio de Brookings. La densidad de población era de 6,03 hab./km². De los 431 habitantes, el municipio de Brookings estaba compuesto por el 97,45 % blancos, el 0,46 % eran afroamericanos, el 0,7 % eran asiáticos y el 1,39 % eran de una mezcla de razas. Del total de la población el 0,7 % eran hispanos o latinos de cualquier raza.